# Tillbaka till framtiden (TV-serie)
Tillbaka till framtiden (engelska: Back to the Future: The Animated Series) är en amerikansk tecknad TV-serie baserad på Tillbaka till framtiden-filmerna. Serien sändes mellan 7 september 1991 och 28 november 1993 på CBS. I Sverige visades serien på TV3 under mitten av 1990-talet.
I början av varje avsnitt introduceras en spelfilm med Dr. Emmet Brown (spelad av Christopher Lloyd), senare följer ett tecknat avsnitt och i slutet av varje avsnitt visas en konstruktion av en uppfinning som tittaren själv kan göra.

## Svenska röster
- Marty McFly - Kim Sulocki
- Dr. Emmet Brown - Hans Wahlgren
- Clara Brown - Vicki Benckert
- Jules Brown - Nick Atkinson
- Verne Brown - Dick Eriksson
- Wisdom - Steve Kratz
- Biff Tannen - Steve Kratz
- Biff Tannen Jr. - Dick Eriksson

## Avsnitt

### Säsong 1
- 1. Brothers
- 2. A Family Vacation
- 3. Forward to the Past
- 4. Witchcraft
- 5. Roman Holiday
- 6. Go Fly a Kite
- 7. Time Waits for No Frog / Einstein's Adventure
- 8. Batter Up
- 9. Solar Sailors
- 10. Dickens of a Christmas
- 11. Gone Fishin
- 12. Retired
- 13. Clara's Folks

### Säsong 2
- 14. Mac the Black
- 15. Put on Your Thinking Caps, Kids! It's Time for Mr. Wisdom!
- 16. A Friend In Deed
- 17. Marty McFly PFC
- 18. Verne's New Friend
- 19. Bravelord and the Demon Monstrux
- 20. The Money Tree
- 21. A Verne by Any Other Name
- 22. Hill Valley Brown-Out
- 23. My Pop's an Alien
- 24. Super Doc
- 25. St. Louis Blues
- 26. Verne Hatches an Egg

## Hemvideoutgivningar
Säsong 1 utkom på DVD i region 1 den 14 juni 2014 och säsong 2 den 13 september 2016. I region 1 utkom även hela serien på DVD den 20 oktober 2015.

### Fotnoter
1. ↑  hämtat från: ryskspråkiga Wikipedia.[källa från Wikidata]
2. ↑  ”Back to the Future - Season I” (på engelska). TV Shows on DVD. 14 juni 2025. Arkiverad från originalet den 16 januari 2017. https://web.archive.org/web/20170116144859/http://www.tvshowsondvd.com/releases/Future-Season/16396. Läst 12 januari 2017.
3. ↑  ”Back to the Future - Season II” (på engelska). TV Shows on DVD. 13 september 2016. Arkiverad från originalet den 16 januari 2017. https://web.archive.org/web/20170116143958/http://www.tvshowsondvd.com/releases/Future-Season-II/16678. Läst 12 januari 2017.
4. ↑  ”Back to the Future - The Complete Animated Series” (på engelska). TV Shows on DVD. 20 oktober 2015. Arkiverad från originalet den 13 januari 2017. https://web.archive.org/web/20170113171106/http://www.tvshowsondvd.com/releases/Future-Complete-Series/15744. Läst 12 januari 2017.